# تپه گرد خولینه (۱)
تپه گرد خولینه (۱) مربوط به هزاره اول قبل از میلاد است و در شهرستان نقده، بخش محمدیار، دهستان المهدی، روستای گردقیط واقع شده و این اثر در تاریخ ۷ خرداد ۱۳۸۷ با شمارهٔ ثبت ۲۲۸۷۱ به‌عنوان یکی از آثار ملی ایران به ثبت رسیده است.